# Marko Rožman
Marko Rožman, slovenski novinar in športni delavec, * 3. oktober 1930, Ljubljana, † 17. oktober 2012.

## Življenje in delo
Marko Rožman, sorodnik I. Rožmana, je leta 1949 maturiral na gimnaziji v Ljubljani. V letih 1952−1958 je bil novinar pri športnem tedniku Polet in na Radiu Ljubljana (1958-1961), nato urednik športnega programa Televizije Ljubljana (1961-1963, 1968-1992). Opravil je preko 1000 radijskih in televizijskih prenosov ter poročal z 21 olimpijskih iger. Marko je bil leta 1968 v Mehiki prvi slovenski reporter, ki je komentiral olimpijske igre na prizorišču. V letih 1963−1968 je bil poklicni sekretar Zveze za telesno kulturo Slovenije.